# Tomball
Tomball è un comune (city) degli Stati Uniti d'America della contea di Harris nello Stato del Texas. La popolazione era di 10.753 abitanti al censimento del 2010. Fa parte dell'area metropolitana di Houston.

## Geografia fisica
Secondo lo United States Census Bureau, la città ha una superficie totale di 30,95 km², dei quali 30,47 km² di territorio e 0,48 km² di acque interne (1,55% del totale).

## Società

### Evoluzione demografica
Secondo il censimento del 2010, la popolazione era di 10.753 abitanti.

### Etnie e minoranze straniere
Secondo il censimento del 2010, la composizione etnica della città era formata dall'82,67% di bianchi, il 6,33% di afroamericani, lo 0,78% di nativi americani, l'1,12% di asiatici, lo 0,07% di oceanici, il 6,63% di altre razze, e il 2,4% di due o più etnie. Ispanici o latinos di qualunque razza erano il 17,02% della popolazione.